# Clodoaldo Freitas
Clodoaldo Severo Conrado Freitas, mais conhecido como Clodoaldo Freitas (Oeiras, 7 de setembro de 1855 – Teresina, 29 de junho de 1924), foi um escritor e advogado brasileiro.

## Biografia
Clodoaldo Freitas nasceu em Oeiras, filho de Belisário da Silva Conrado de Freitas e de Antônia Rosa Dias de Freitas. Seus primeiros estudos realizaram-se no Seminário das Mercês e no Liceu Maranhense, na cidade de São Luís e conclui-os no Liceu Piauiense em 1870. Bacharelou-se em Direito pela antiga Faculdade de Direito do Recife.
Em 10 de agosto de 1908, ao lado de intelectuais como Antônio da Costa Gomes, Astolfo Marques, José Ribeiro do Amaral, Armando Vieira da Silva, Inácio Xavier de Carvalho, Alfredo de Assis Castro, Manuel Fran Paxeco, ajudara na fundação da Academia Maranhense de Letras, tendo sido o primeiro ocupante da Cadeira de n.º 18, tendo escolhido como patrono o poeta Sousândrade. Em 1917, já residindo novamente no Piauí, foi um dos fundadores da Academia Piauiense de Letras, tendo sido seu primeiro Presidente.

## Obras[3]
- Os fatores do coelhado (1892)
- História do Piauí (1902)
- Vultos piauienses (1903)
- A Pátria (1905/1906)
- O Piauí: canto sertanejo (1908)
- O Palácio das Lágrimas (1910)
- Em roda dos fatos (1911)
- Contos a Teresa (1915)
- História de Teresina (1988, póstumo)
- Memórias de um velho (2008, póstumo)